# Opòssum comú
L'opòssum comú o sariga comuna (Didelphis marsupialis) és una espècie de sariga que viu des del sud de Mèxic fins a Bolívia. Prefereix els boscos, però també pot viure en camps o ciutats. És aproximadament de la mateixa mida que un gat. La seva cua, fina i suau, pot mesurar cinquanta centímetres de llargària. Té cinquanta dents.